# Ithkuil
Het Ithkuil (Iţkuîl) is een uiterst gecompliceerde kunsttaal die tussen 1978 en 2011 werd gemaakt door de Amerikaanse taalkundige John Quijada.

## Beschrijving
In zijn "A Philosophical Design for a Hypothetical Language", beschrijft de auteur het Ithkuil als een kruising tussen een a priori filosofische taal en een logische taal, die ernaar streeft het functioneren van menselijke talen als zodanig te onderzoeken. Het Itkhuil is ontworpen om grote hoeveelheden taalkundige informatie over te dragen met behulp van minder en bovendien kortere woorden dan natuurlijke talen; de meeste zinnen zullen in andere talen daardoor aanmerkelijk langer zijn dan in het Ithkuil.
De woordenschat bestaat uit zo'n 3600 wortels, waarvan er tot dusverre slechts een stuk of duizend zijn geïmplementeerd. Elke wortel bestaat uit twee of drie medeklinkers; van elke wortel kan door middel van zeer complexe grammaticale regels een groot aantal andere woorden worden afgeleid.
Het Ithkuil hanteert een ingewikkeld fonologisch systeem van 65 medeklinkers en 17 klinkers, dat is gebaseerd op diverse talen, waaronder Tsjetsjeens en Abchazisch. Voor sprekers van West-Europese talen kunnen sommige woorden moeilijk uitspreekbaar zijn.
Het Ithkuil is in eerste instantie een synthetische en in tweede instantie een agglutinerende taal. Zowel klinkers als medeklinkers kunnen muteren, de klemtoon en toon kunnen verspringen, en de taal maakt veel gebruik van voorvoegsels, achtervoegsels en tussenvoegsels.

## Mogelijke voordelen
Volgens de Sapir-Whorf hypothese zou er een verband bestaan tussen de snelheid van het menselijke denken en de snelheid waarmee een mens spreekt. Stanislav Kozlovski stelt, dat een native speaker van het Ithkuil vijf maal sneller zou kunnen denken dan een spreker van een gewone, natuurlijke taal.
Overigens is er niemand die de taal inderdaad vloeiend kan spreken. Zelfs Quijada zelf: "I don't speak Ithkuil, never have, never will, never claimed to." 
Na de publicatie van een artikel over het Itkhuil in het Russische tijdschrift Computerra, getiteld "Snelheid van denken" en geschreven door Stanislav Kozlovski, werd Quijada benaderd door verschillende Russen en Oekraïners die de taal wilden leren. Inmiddels heeft Quijada bekendgemaakt, dat hij met het oog op die ontwikkeling de morfo-fonologie van het Ithkuil volledig heeft herzien om het aantal fonemen terug te brengen van 82 naar 62 en aldus de taal eenvoudiger uitspreekbaar te maken. 